# Dichromodes aristadelpha
Dichromodes aristadelpha là một loài bướm đêm trong họ Geometridae.